# ألفا ستار
ألفا ستار للخدمات الجوية، (بالإنجليزية: Alpha Star Aviation Services) هي شركة وطنية سعودية لخدمات الطيران الخاص، مقرها العاصمة الرياض. رئيسها التنفيذي سالم بن عبيد المزيني. وقد أنشئت لتلبية الطلب المتزايد في مجال الطيران الخاص. تشمل خدماتها كلا من إدارة الطائرات والطيران العارض والإسعاف الجوي وخدمات الدعم الهندسي والتقني واستشارات الطيران وخدمات المساندة الأرضية وإدارة المطارات.

## النشاط
يتمركز نشاط ألفا ستار حول ثلاث محاور إدارة وتشغيل وصيانة الطائرات. وتحرص منذ تأسيسها، من خلال سعيها الجاد لمواكبة التطور والتغيير المستمر والحرص على استقطاب الكفاءات الوطنية والعالمية ضمن مجالات صناعة الطيران متمثلة في تقديم خدمات إدارة الطائرات، والطيران العارض، والإسعاف الجوي، وخدمات الدعم الهندسي والتقني واستشارات الطيران، إضافة إلى خدمات المساندة الأرضية وإدارة المطارات، وتمكنت من خلالها «ألفا ستار» أن تكون في مقدم الشركات الرائدة في هذا القطاع على مستوى المملكة والشرق الأوسط.

## الأهداف
أطلقت الشركة بهدف واضح، لتكون رائدة في قطاع الطيران الخاص. يضم أسطولها أفخم الطائرات الخاصة، التي تتميز بأحدث ما توصلت إليه التقنيات. كما يتم اختيار كل طائرة بعد دراسة جميع المواصفات، لتتناسب مع متطلبات العملاء. كما تقوم ألفا ستار بتأجير وإدارة الطائرات الخاصة من خلال علاقات ألفا ستار التجارية المنتشرة حول العالم. كل ما على العميل فعله هو تحديد الوقت المناسب، ووجهته التي يرغب بها.

## الرسالة
تتطلع رسالة ألفا ستار لتوفير أرقى خدمات الطيران لعملائها. وتدير كفاءتها وخبراتها لتحقيق أعلى معايير السلامة والأمان. كما تسعى لتوطيد علاقاتها وإقامة شراكات ناجحة وطويلة مع عملائها.

## القيم
تقدم خدمات ألفا ستار للطيران باتباع أفضل الأساليب العملية وفق أعلى المعايير الدولية التي تضمن لعملائها ارقى الخدمات والرفاهية المطلقة، تبني الثقة من خلال فريق من الخبراء المبدعين والمدفوعين بحماس وشغف، يعملون بإدراك عميق لأهمية ما تقوم به.

## فريق العمل

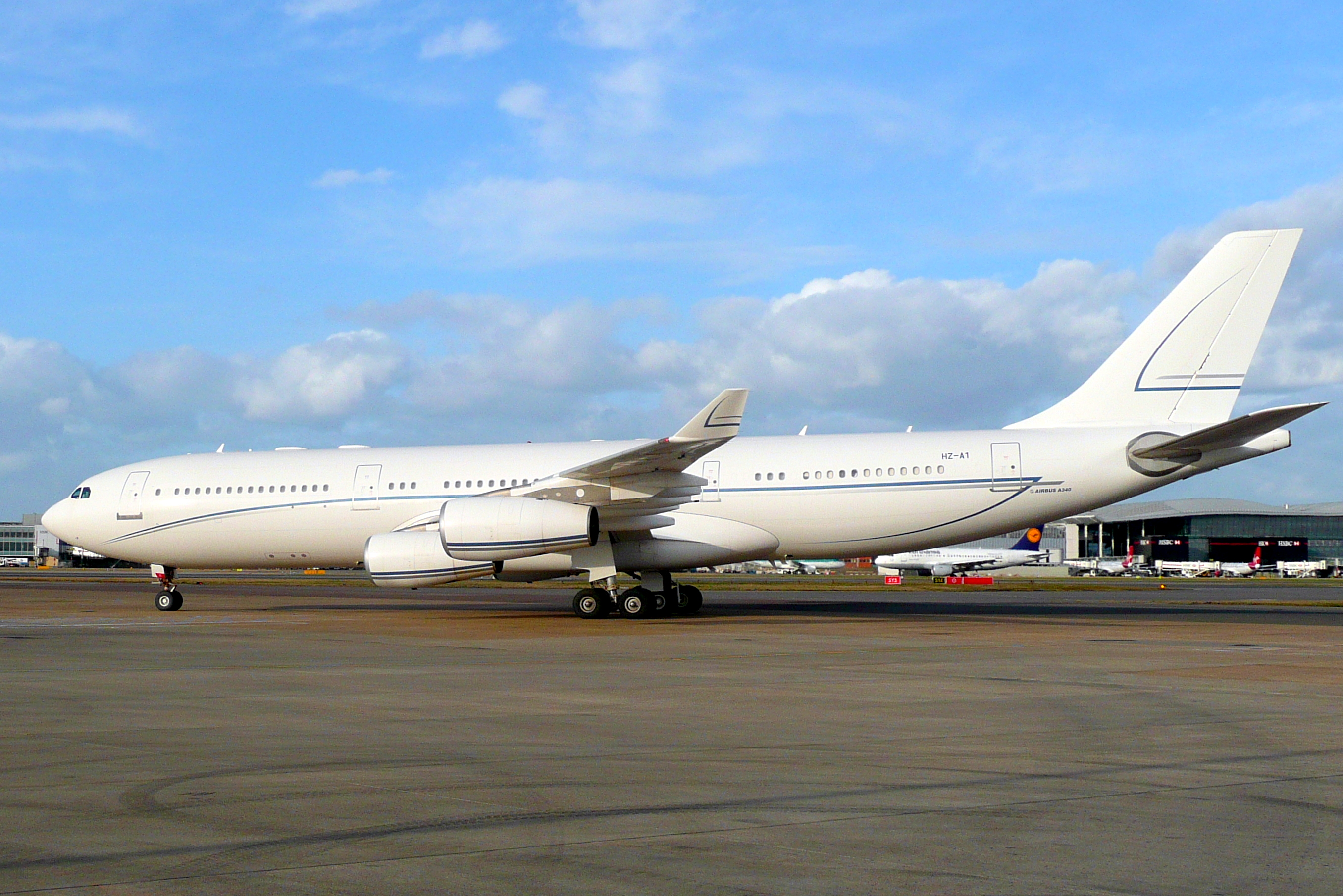
طائرة إيرباص A340 ألفا ستار في مطار لندن هيثرو

يعمل فريق ألفا ستار على ابتكار أفضل الوسائل وخدمات الطيران الخاص التي تتضمن مجموعة من أرقى الامتيازات، ليتمكن العملاء من الاستمتاع براحة وخصوصية تامة على متن أرقى الطائرات الفخمة. كما صممت خدمات ألفا ستار لتلبي رغبات وطموحات العملاء.
وضع فريق ألفا ستار مجموعة من الحلول المبتكرة، والخدماتِ لإدارة الطائرات الخاصة منها:
- الطائرات جاهزة، وعلى أتم الاستعدادِ للتحليق في أي وقت.
- مدير الحساب المختص على استعداد تام، لتقديمِ المساعدة والخدمات في أي وقت.
- تهتم بِكلِّ ما يحتاجهُ عملاؤها من ترتيبات وسائل التنقل، والإقامة وإنهاءِ كافة الإجراءاتِ.
- تتفرد بتقديم أعلى درجات الأمان والمرونة والخصوصيّة والراحة.

## الخدمات

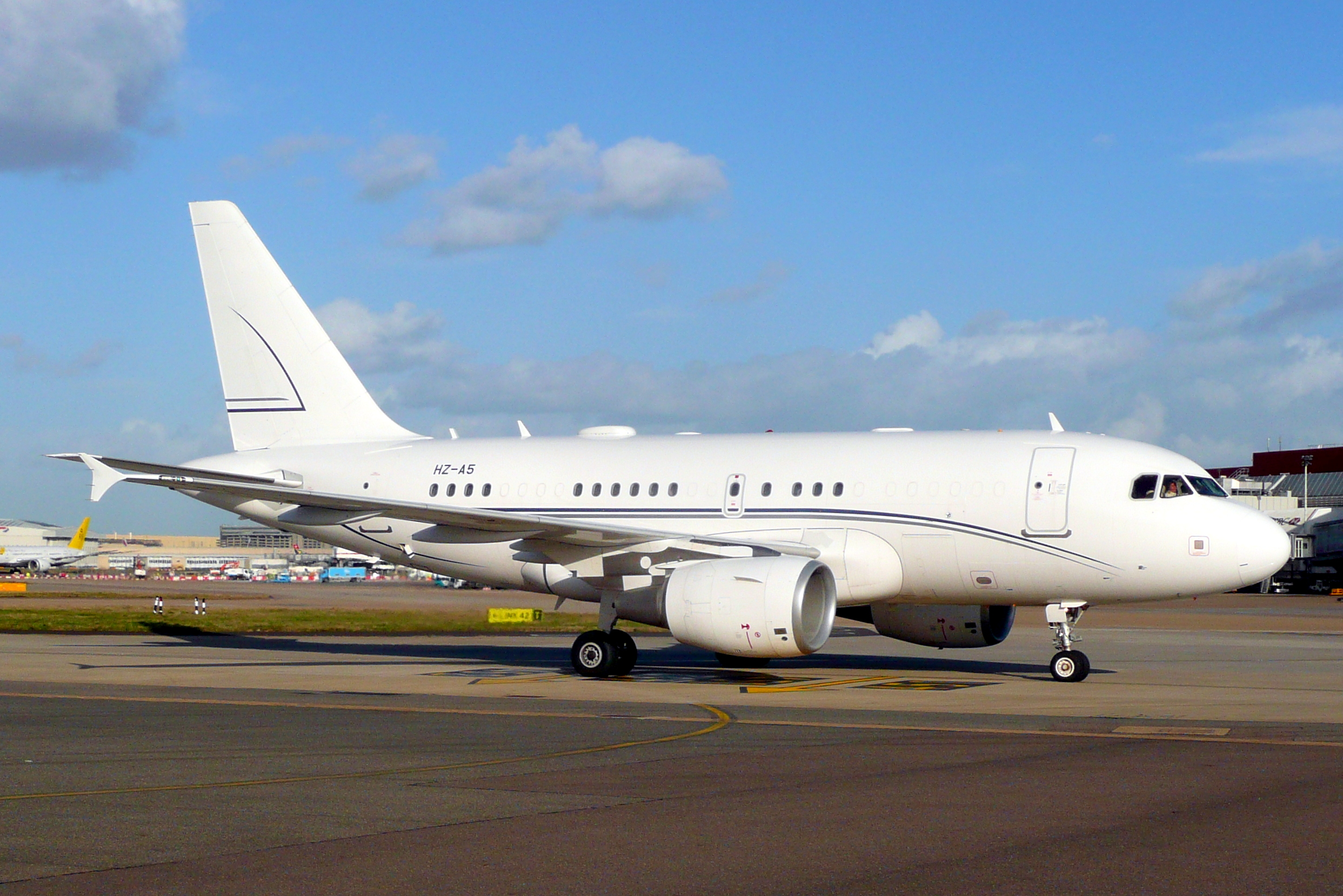
طائرة من طراز ايرباص ACJ318 تابعة لطيران ألفا ستار، تحمل التسجيل رقم HZ-A5

عدد الرحلات التي تنفذها شركة ألفا ستار – المتخصصة في الطيران الخاص والاخلاء الطبي- في منطقة الشرق الأوسط وحول العالم بلغ نحو ألف رحلة شهرياً.

### خدمات الأعمال
تقدم ألفا ستار خدمات وحلول متكاملة، لتصبح الرحلة مليئة بالرفاهية، الخصوصية، بالإضافة إلى أعلى معايير السلامة والأمان. وتتضمن خدماتها تعيين مدير حساب ذي خبرة لكل عميل في ألفا ستار، حيث يمثل جوهر العلاقة بين مالك الطائرة - العميل – وبينها، وذلك كمستشار متخصص في تشغيلِ الطّائرة وإدارتها. ويعمل على توفير الحلول المناسبة لجميع ما يتعلق بالاحتياجات التشغيلية والتقنية و الإدارية للطائرة.
تقدم ألفا ستار مجموعة من الخدمات المميزة مثل:
- إدارة وتشغيل الطائرات
- الإسعاف الجوي «الإخلاء»
- إدارة المطارات

### إدارة الطائرات

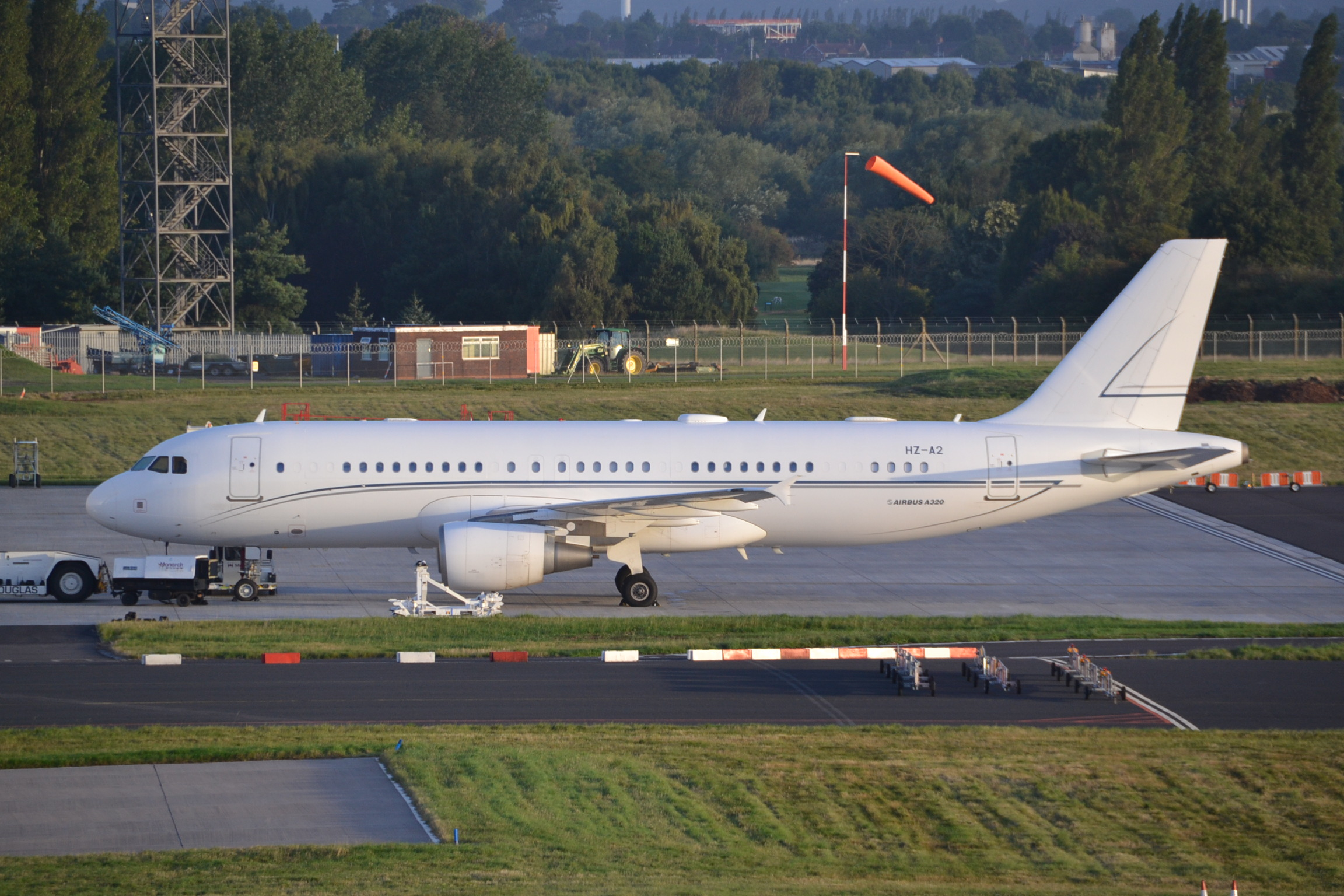
ايرباص A320 من طائرات ألفا ستار في برمنغهام، بهكس، المملكة المتحدة، 29 أغسطس 2014. تحمل التسجيل رقم HZ-A2

تتضمن خدمات ألفا ستار تعيين مدير حساب ذي خبرة لكل عميل في ألفا ستار، حيث يمثل جوهر العلاقة بين مالكِ الطائرة - العميل- وبينها، وذلك كمستشارٍ متخصصٍ في إدارة العلاقات الخاصة لتشغيل الطائرةِ وإدارتِها. ويعمل على توفيرِ الحلولِ المناسبة لجميعِ ما يتعلق بالاحتياجات التّشغيليةِ والفنية والإداريةِ للطائرة. يتابعُ مركز عمليّات الطيران مع إدارة جودة وسلامة الطيران يومياً الطائرات؛ لتكون على استعدادٍ وجاهزية للرحلات عند الطلب، وجدولة خطة صيانة الطائرة بما يتلائم وخطط الرحلة على مدار الساعة. كما انها تمكن العملاء من امتلاك طائرتهم الخاصة والتخلص من أعباء إدارتها والاهتمام بها وصيانتها، فريق ألفا ستار المتخصص من مهندسين وتقنيين يعملون على جميع التفاصيل والأمور المتعلّقة بطائرة العميل.

### الإسعاف الجوي
تستعد ألفا ستار للحالات الطارئة والحرجة. فريق الإسعاف الجوي بألفا ستار يضم عدداً من الاستشاريين والأطباء والمسعفين والفنيين المؤهلين على مدار الساعة لأي عملية إسعاف طبي، كما تتلقي طلبات المساعدات الطبية لنقل الحالة إلى أي وجهة حول العالم من خلال طائراتها الخاصة للإسعاف الجوي.
تملتك ألفا ستار طائرات إسعاف جوي مجهزة بمعدات طبية عاليةِ التقنية لكل الحالات الإسعافية، وجميع الفئات العمرية، وباختلاف الحالات المرضية الطارئة والحرجة.
تشتمل رعايتها الطبية على مراقبة دقيقة لقلب المريض، وقياس ومتابعة ضغطِ الدم، والحرارة، بالإضافةِ إلى إمكانيات وتجهيزات طبية متخصصة لرعاية الأم والأطفال الرضع.

### حلول استشارات الطيران

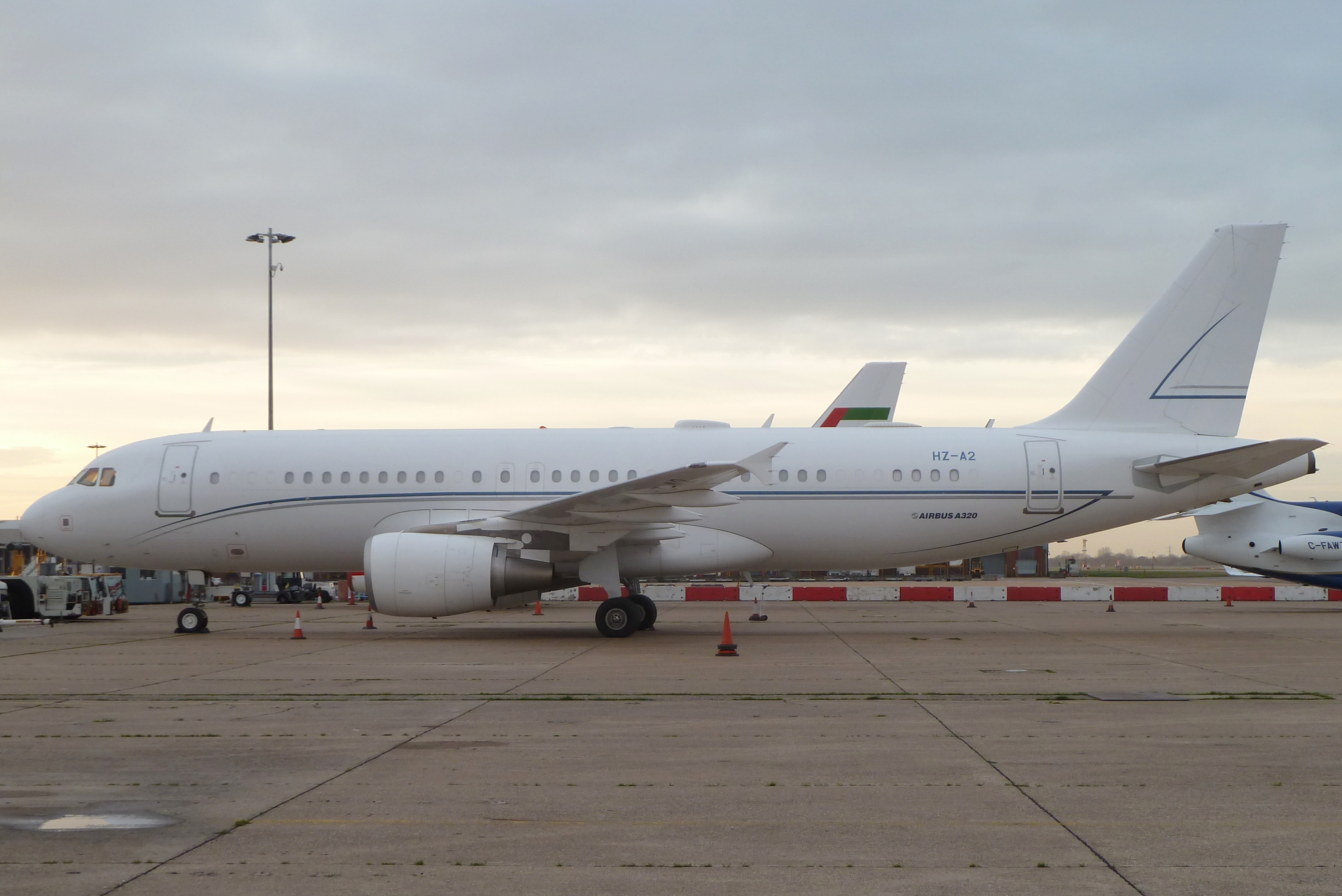
طائرة إيرباص A320 ألفا ستار في مطار لندن هيثرو

تضع ألفا ستار بين يدي العميل مجموعة من الاستشارات والحلول إذا كان يرغب في إدارة الطائرات أو فحص أو صيانة، أو أي خدمات للطائرات الخاصة، أو كان يبحث عن استشارة حول امتلاك طائرةٍ جديدة، أوفحص جودة لإحدى طائراتك الخاصة، فهي تقدمُ لهم كل ما تحتاجونه من استشارات وحقائقٍ ومعلوماتٍ حول الطيران الخاص، وذلك من خلال فريقِ المستشارين.

### إدارة المطارات
تحقق إدارة المطارات في «ألفا ستار» السيرة التامة على كافة العمليات التشغيلة، التي تسمح بالمرونة الكافية للتكيف مع جميع المتطلبات. كما ان لديها القدرة على السيطرة على العمليات التشغيلية من مكان واحد. بدءاً من اتفاقيات مستوى الخدمة وصولاً لعمليات اتصال الركاب، كما إن إدارة المطارات في ألفا ستار تمنح المجال لتخطيط العمليات التشغيلية بالطريقة الأمثل.
كما تحرص إدارة المطارات في ألفا ستار على مايلي:
- استباقية العمليات لضمان تنفيذها في الوقت المحدد.
- العمل باستمرار على تحسين نتائج الأعمال.
- توفير التخطيط التشغيلي الفعال.
- تمكين تكامل وتعاون النظم.

## الأسطول
توفر ألفا ستار أسطولاً متنوعاً ومجهزاً للعمل في أي وقت، ومجموعة كبيرة من الخدمات الجوية وخدمات السفر. تقوم حالياً بامتلاك وإدارة وتشغيل أسطول من طائرات ايرباص والتي تضم ACJ318s، ACJ319s، ACJ320s، ACJ330،و ACJ340، بالإضافة إلى امبراير، وجلف ستريم، وهوكر، واتي ار.
انضمت ثلاث طائرات جديدة إلى اسطولها خلال العام 2014 مجهزة بأحدث التقنيات وتقدم على متنها خدمات استثنائية تضمن للعملاء أقصى معايير الراحة والرفاهية والتميز. ومن الطائرات التي ضمها الاسطول حديثاً طائرة ايرباص A340 وهي من طراز الطائرات بعيدة المدى، التي تعمل باربع محركات وقادرة على اجتياز مسافات بعيدة.
ابتداء من يونيو 2015، امتلكت ألفا ستار لخدمات الطيران أسطول من عشر طائرات. وتعتزم الشركة زيادة حجم أسطولها إلى 70 طائرة بحلول 2018.
| نوع الطائرة        | في الخدمة | الطلبيات | ملاحظات                                  |
| إيرباص ACJ318      | 1         |          |                                          |
| إيرباص ACJ319      | 1         |          |                                          |
| إيرباص ACJ319neo   | -         | 1        | التسليم في صيف 2019                      |
| إيرباص ACJ320      | 3         |          | يتم تشغيلها من قبل شركة إير آسيا للطيران |
| إيرباص إيه 340-200 | 1         |          |                                          |
| إيرباص إيه 340-600 | 1         |          |                                          |
| إيرباص ATR 42-500  | 1         |          | تديرها الدنماركية للنقل الجوي            |
| إيرباص ATR 42-500  | 1         |          |                                          |
| إيرباص ATR 72-600  | 1         |          |                                          |
| المجموع            | 10        | 1        |                                          |

## شراكات واتفاقيات
- شاركت شركة «ألفا ستار للخدمات الجوية» الناقل الجوي الرسمي لكبار الشخصيات للمنتدى العالمي لريادة الأعمال. في الثامن من تشرين الثاني (نوفمبر) 2015.[7]

## معارض ومؤتمرات

معرض دبي للطيران

شاركت ألفا ستار في العديد من المؤتمرات، المنتديات والمعارض حول العالم منها:
- معرض دبي للطيران 8 نوفمبر 2015.[23]
- المؤتمر الأوروبي للطيران 2014.[24]
- معرض الشرق الأوسط لطيران رجال الأعمال في دبي، ديسمبر 2014.[18]
- معرض سنغافورة الدولي للطيران، فبراير 2014.[24]

## شهادات دولية
حصلت على شهادات الأيزو OHSAS 18001:2007 في مجال عمليات الطيران، خدمات الإسعاف الجوي، الدعم الهندسي والتقني والصيانة، إذ تمكنت المجموعة من تطبيق معايير هذه الشهادة كافة بالكامل خلال 12 شهراً. وحازت الشركة أيضاً شهادة الأيزو/ 2008:9001 في مجال إدارة الطائرات، الطيران العارض والمساندة الأرضية.

## وصلات خارجية
- الموقع الرسمي لشركة ألفا ستار

## انظر ايضًا
- الخطوط الجوية العربية السعودية